# Věž Chromos
Věž Chromos je 58 metrů vysoká kancelářská budova v Záhřebu v Chorvatsku. Věž byla postavena v roce 1989 a byla sídlem společnosti Chromos. Dnes slouží jako kancelářská budova pro místní firmy.